# Замошинский сельский округ
Замошинский сельский округ — упразднённая административно-территориальная единица, существовавшая на территории Можайского района Московской области в 1994—2006 годах.
Замошинский сельсовет был образован в первые годы советской власти. До 1929 года он входил в состав Уваровской волости Вяземского уезда Смоленской губернии.
В 1929 году Замошинский с/с вошёл в состав Уваровского района Вяземского округа Западной области.
5 августа 1929 года Уваровский район был передан в Московский округ Московской области.
В начале 1942 года к Замошинскому с/с была присоединена часть упразднённого Некрасовского с/с.
4 апреля 1952 года из Хващевского с/с в Замошинский было передано селение Мокрое.
5 июля 1956 года из Замошинского с/с в восстановленный Некрасовский с/с были переданы селения Кундосово и Некрасово.
10 июня 1958 года из Ивакинского с/с в Замошинский были переданы селения Журавлевка, Новое Головино и Садки.
3 июня 1959 года Уваровский район был упразднён и Замошинский с/с вошёл в Можайский район.
8 августа 1959 года к Замошинскому с/с был присоединён Некрасовский с/с. При этом центр сельсовета был перенесён в селение Мокрое.
31 июля 1962 года из Хващевского с/с в Замошинский были переданы селения Александровка, Вышнее и Ершово.
1 февраля 1963 года Можайский район был упразднён и Замошинский с/с вошёл в Можайский сельский район. 11 января 1965 года Замошинский с/с был возвращён в восстановленный Можайский район.
24 октября 1973 года к Замошинскому с/с был присоединён Нововасильевский с/с.
6 марта 1975 года в Замошинском с/с были упразднены селения Гнильцы, Кундусово, Новое Головино и Ободовка.
30 мая 1978 года в Замошинском с/с были упразднены селения Журавлевка и Садки.
23 июня 1988 года в Замошинском с/с была упразднена деревня Замошицы.
3 февраля 1994 года Замошинский с/с был преобразован в Замошинский сельский округ.
В ходе муниципальной реформы 2004—2005 годов Замошинский сельский округ прекратил своё существование как муниципальная единица. При этом все его населённые пункты были переданы в Сельское поселение Замошинское.
29 ноября 2006 года Замошинский сельский округ исключён из учётных данных административно-территориальных и территориальных единиц Московской области.